# Mobile Suit Gundam: The Witch from Mercury
Mobile Suit Gundam: The Witch from Mercury (機動戦士ガンダム 水星の魔女, Kidō Senshi Gandamu: Suisei no Majo), est une série télévisée d'animation japonaise du genre science-fiction au gimmique "mecha", c'est la quinzième série animé de la licence Gundam de Sunrise. Elle est écrite par Ichirō Ōkouchi et est réalisée par Hiroshi Kobayashi et Ryo Ando. La première saison de la série est diffusée du 2 octobre 2022 au 8 janvier 2023 sur les chaînes MBS et TBS au Japon et en simulcast sur Crunchyroll dans les pays francophones. La deuxième saison est diffusée d'avril 2023 à juillet 2023.

## Synopsis
AS (Ad Stella) 122 - Une ère où une multitude d'entreprises ont développé dans l'espace un énorme système économique. Suletta Mercury, une jeune fille solitaire de la lointaine planète Mercure, est transférée à l'École technologique Asticassia, dirigée par le Groupe Benerit qui domine l'industrie des Mobile Suits. Avec un cœur pur où brûle une lumière écarlate, Suletta avance pas à pas dans un nouveau monde.

## Personnages

### Personnages principaux
Suletta Mercury (スレッタ・マーキュリー, Suretta Mākyurī)
Voix japonaise : Kana Ichinose
Protagoniste de l'oeuvre, Suletta est une spacienne de 17 ans et une élève en deuxième année originaire de Mercure qui a été transférée à l'École technologique Asticassia dans la section pilotage. Après le transfert de l'âme d'Ericht dans Aerial, Elnora crée Suletta en tant que clone d'Ericht. Après sa naissance, elle suivit un entrainement pour devenir pilote de Mobile Suit. Cependant, Suletta eut une enfance solitaire, avec les locaux de Mercure qui la rejetaient et Elnora/Prospera qui était souvant absente, même lors de ses anniversaires. Lors de cette période, Suletta considérait Aerial (secrètement Ericht) étant sa seule amie.
A ses 17 ans, Suletta est acceptée dans l'école Astacassia accompagnée d'Aerial. Suite à son enfance solitaire, Suletta présenta des difficultés sociales et de la timidité avec les autres élèves de l'école. Lors de son premier jour, elle rencontre Miorine et voit l'abus qu'elle subit aux mains de Guel, et décide de la défendre en combat de Mobile Suit.
Après sa victoire contre Guel, elle devient donc le Porteur, et devient donc la fiancée de Miorine.
A la fin de la série, elle se marie avec Miorine.
Suletta pilote le XVX-016 Gundam Aerial, un Mobile Suit GUND-ARM développé par l'entreprise Shin Sei Development Corporation sur Mercure et conçu pour être le successeur du Gundam Lfrith qui utilisait la technologie « Type GUND » désormais interdit. Après que Aerial subit beaucoup de dégât, il est rénové en tant que XVX-016RN Gundam Aerial Rebuild, que Suletta pilote par la suite, jusqu'à qu'Ericht et Lady Prospera décident de le reprendre de Suletta avant de l'abandonner.
Lors de la mission de désactivation de Quiet Zero, Suletta pilote le X-EX01 Gundam Calibarn, un prototype plus ancien de Mobile Suit basé sur le format GUND, permettant d'atteindre des performances plus élevées au coût d'une charge plus lourde sur le corps du pilote.
Suletta étant une clone d'Ericht, elle présente les mêmes résistances aux aspects négatifs du format GUND. Cependant, lorsque Suletta pilote Aerial et Aerial Rebuild, Ericht protège Suletta du contrecoup du format.
Quand Suletta pilote Calibarn, sa résistance permet de réduire l'impact du format GUND sur son corps.
Miorine Rembran (ミオリネ・レンブラン, Miorine Renburan)
Voix japonaise : Lynn
Une élève méticuleuse et distante de deuxième année à l'École technologique Asticassia en section management. Miorine est la fille unique de Delling Rembran, président du Groupe Benerit, et principal de l'école. Ce dernier a mis la main de Miorine à marier en compétition libre, contre son gré, à la personne qui est nommée "Porteur" (le meilleur pilote déterminé via des duels de Mobile Suits) lors son dix-septième anniversaire.
Sa défunte mère était botaniste, et Miorine a fait construire une petite serre dans l'école en sa mémoire. Elle éprouve une forte animosité envers son père, qui a peu de considération envers elle, malgré leur lien familial.
En raison de son environnement familial et scolaire, elle reste distante envers ses compaires et souhaite fuir vers la Terre. Cependant, après l'arrivée de Suletta à l'école qui s'empare du titre du Porteur et qui se rapproche de Miorine malgré son détachement, elle commence à confronter son père directement et à tenter de protéger Suletta.
A la fin de la série, elle se marie avec Suletta.
Ericht Samaya (エリクト・サマヤ, Erikuto Samaya)
Voix japonaise : Kana Ichinose
Ericht Samaya est la fille biologique de Elnora Samaya. Le jour de ses 4 ans, sa mère a remarqué qu'Ericht avait une parfaite affinité avec les technologies « Type GUND » lui permettant de les utiliser sans avoir recours à des implants.
Elle fait partie des deux survivantes du raid sur le laboratoire Fólkvangr ordonné par Cathedra en année A.S. 101, action qui causa la mort de tous les membres d'Ochs Earth Corporation et mit un terme aux recherches sur les technologies « Type GUND ».
Après avoir fui sur Mercure, Ericht est affaiblie par l'environnement rude de Mercure. Afin de sauver sa fille, Elnora décide d'intégrer l'âme d'Ericht via l'interface GUND dans le Mobile Suit XVX-016 Gundam Aerial.
Après que Suletta soit née, elle a pu communiquer avec elle grâce à leur sensibilité au format GUND, bien que Suletta ne connaisse pas initialement la véritable identité de Aerial.
Lorsque Aerial est abîmé sévèrement suite au duel contre la Maison Grassley, il se fait rénover et devient le XVX-016RN Gundam Aerial Rebuild, que Ericht continue de posséder.
A la fin de la série, après la désintégration des Mobile Suits de type GUND-ARM, Ericht est intégrée dans une valise. Elle peut se connecter à des appareils connectés au format GUND, ce qui peut lui permettre de communiquer avec son environnement.

### L'École technologique Asticassia
Guel Jeturk (グエル・ジェターク, Gueru Jetāku)
Voix japonaise : Yōhei Azakami (ja)
Héritier de Jeturk Heavy Machinery, une des filiales du Groupe Benerit, Guel est un élève de troisième année en section pilotage à l'École technologique Asticassia. C'est une personne arrogante et colérique qui s'emporte rapidement. En tant que meilleur pilote de la maison Jetāku, il a une confiance absolue en ses capacités de pilotage, ce qui lui a permis d'obtenir le titre de « Porteurs », titre qui est accordé au meilleur duelliste de l'école, et qui permet à son détenteur d'être le fiancé de Miorine. Guel perdra son titre de « Porteurs » à la suite de sa défaite contre Suletta lors d'un duel.
Guel pilote le MD-0032G Guel's Dilanza, un modèle de Dilanza lourdement modifié développé par Jeturk Heavy Machinery et spécialisé dans le combat rapproché. Il pilotera ensuite le MD-0064 Darilbalde, un mobile suit plus puissant et aussi spécialisé dans le combat rapproché.
Elan Ceres (エラン・ケレス, Eran Keresu)
Voix japonaise : Natsuki Hanae
Pilote de talent soutenu par Peil Technologies, une des filiales du Groupe Benerit. Elan est un élève de troisième année en section pilotage à l'École technologique Asticassia. C'est une personne taciturne et solitaire, qui a choisi de rester isolé au sein de l'école. Il s’intéresse grandement à Suletta, à la suite de la victoire de cette dernière face à Guel.
Elan pilote le Gundam Pharact, un mobile suit spécialisé dans les tirs à longues distances développé par Peil Technologies.
Shaddiq Zenelli (シャディク・ゼネリ, Shadiku Zeneri)
Voix japonaise : Makoto Furukawa (ja)
Enfant adoptif du PDG de Grassley Defense Systems, une des filiales du Groupe Benerit. Shaddiq est un élève de troisième année en section pilotage à l'École technologique Asticassia, et le chef de la maison Grassley. Même s'il reste un élève, Shaddiq est un excellent homme d'affaires, ce qui lui permet d'être prétendant à un poste de cadre dès sa sortie d'étude.
Il pilote le CEK-040 Michaelis, un mobile suit développé par Grassley Defense Systems pour être le successeur du modèle Beguir-Beu.
Nika Nanaura (ニカ・ナナウラ)
Voix japonaise : Yume Miyamoto (ja) (épisodes 1 à 9) , Haruka Shiraishi (ja) (depuis l'épisode 10) 
Jeune fille originaire de la Terre. Nika est une élève de deuxième année à l'École technologique Asticassia en section mécanique. Intriguée par le Gundam Aerial, elle s’intéressera grandement à Suletta.
Chuatury Panlunch (チュアチュリー・パンランチ, Chuachurī Panranchi)
Voix japonaise : Miyu Tomita
Jeune fille originaire de la Terre et représentante de Earth House, une des filiales du Groupe Benerit. Chuatury est une élève de première année à l'École technologique Asticassia. Elle se montre très grossière et haineuse envers les spaciens qui discriminent les terriens et parfois elle peut en venir aux mains avec eux.
Elle pilote le MSJ-105CC Demi Trainer Chuchu Custom, c'est son mobile suit principal et ce dernier est équipé d'un fusil de sniper pour combattre à distance.
Martin Upmont (マルタン・アップモント, Marutan Appumonto)
Voix japonaise : Junya Enoki
Jeune garçon originaire de la Terre. Martin élève de troisième année à l'École technologique Asticassia en section management et il est également le préfet de la Maison Terre.
Nuno Kargan (ヌーノ・カルガン, Nūno Karugan)
Voix japonaise : Tasuku Hatanaka (ja)
Jeune garçon originaire de la Terre et représentant de Earth House, une des filiales du Groupe Benerit. Nuno est un élève de deuxième année à l'École technologique Asticassia en section mécanique.
Ojelo Gabel (オジェロ・ギャベル, Ojero Gyaberu)
Voix japonaise : KENN (ja)
Jeune garçon originaire de la Terre et représentant de Earth House, une des filiales du Groupe Benerit. Ojelo est un élève de deuxième année à l'École technologique Asticassia en section mécanique.
Till Nys (ティル・ネイス, Tiru Neisu)
Voix japonaise : Kōhei Amasaki
Jeune garçon originaire de la Terre et représentant de Earth House, une des filiales du Groupe Benerit. Till est un élève de troisième année à l'École technologique Asticassia en section mécanique.
Lilique Kadoka Lipati (リリッケ・カドカ・リパティ, Ririkke Kadoka Ripati)
Voix japonaise : Konomi Inagaki (ja)
Jeune fille originaire de la Terre et représentante de Earth House, une des filiales du Groupe Benerit. Lilique est une élève de première année à l'École technologique Asticassia en section management. Elle est très populaire auprès de la geinte masculine de l’école.
Aliya Mahvash (アリヤ・マフヴァーシュ, Ariya Mafuvāshu)
Voix japonaise : Miyuri Shimabukuro (ja)
Jeune fille originaire de la Terre et représentante de Earth House, une des filiales du Groupe Benerit. Aliya est une élève de troisième année à l'École technologique Asticassia en section mécanique. Elle s’intéresse grandement à la divination.

### Groupe Benerit
Un important conglomérat spécialisé dans la création et la vente de mobile suit, elle est composée de 157 filiales et dirigée par Delling Rembran, ce dernier exerce une grande autorité sur la Terre en envoyant des mobile suit pour réprimer les protestations des Terriens vis-à-vis de leurs exploitations de la part des Spaciens.
Delling Rembran (デリング・レンブラン, Deringu Renburan)
Voix japonaise : Naoya Uchida (ja)
Un ancien militaire, il a utilisé son influence auprès de Cathedra pour planifier et ordonner un raid sur le laboratoire de Fólkvangr, où la technologie « Type GUND » était développée, dans le but d'arrêter les recherches mais aussi d'empêcher Ochs Earth Corporation de s'en emparer. Plusieurs années plus tard, Delling est devenu le président du Groupe Benerit, un consortium regroupant les entreprises les plus puissantes de l'espace connue. En parallèle, il fonda l'École technologique Asticassia, pour asseoir son pouvoir en formant la nouvelle génération de l'élite. Delling a une façon de penser se rapprochant du darwinisme social, il croit que seuls les forts méritent de survivre. Il applique cette théorie dans la gestion de son entreprise et de son école ainsi que dans sa relation avec sa fille, déclarant que seul le meilleur pilote de mobile suit a le droit de l'épouser.

#### Jeturk Heavy Machinery
Vim Jeturk (ヴィム・ジェターク, Vimu Jetāku)
Voix japonaise : Tetsuo Kanao (ja)
PDG de Jeturk Heavy Machinery et père de Guel. Vim est un homme ambitieux qui voit en Delling et sa façon de penser un obstacle pour ses ambitions personnels.

#### Grassley Defense Systems
Sarius Zenelli (サリウス・ゼネリ, Sariusu Zeneri)
Voix japonaise : Atsushi Ono (ja)
PDG de Grassley Defense Systems, c'est aussi le père adoptif de Shaddiq.

#### Peil Technologies
Nugen (ニューゲン, Nyūgen)
Voix japonaise : Masako Katsuki
Une des quatre PDG de Peil Technologies.
Kal (カル, Karu)
Voix japonaise : Kazue Komiya
Une des quatre PDG de Peil Technologies.
Nevola (ネボラ, Nebora)
Voix japonaise : Yoko Soumi (ja)
Une des quatre PDG de Peil Technologies.
Golneri (ゴルネリ, Goruneri)
Voix japonaise : Kimiko Saito (ja)
Une des quatre PDG de Peil Technologies.
Belmeria Winston (ベルメリア・ウィンストン, Berumeria Uinsuton)
Voix japonaise : Ayumi Tsunematsu (ja)
Belmeria est une employée de Peil Technologies et ancienne membre l’institut Vanadis, elle est également la responsable d'Elan Ceres.

### L'Aube du Fold
Une organisation terroriste basée sur Terre qui vise à mettre fin au règne des sociétés spatiales sur cette même planète.
Sophie Pulone (ソフィ・プロネ, Sofi Purone)
Voix japonaise : Shiori Izawa
Il s'agit d'un pilote de Gundam et membre de l'Aube du Fold. Elle a une personnalité plutôt sadique. Elle admire Suletta et fera tout pour faire de Suletta sa grande sœur. Elle est le pilote de l'EDM-GA-01 Gundam Lfrith Ur.
Norea Du Noc (ノレア・デュノク, Norea Deyunoku)
Voix japonaise : Aoi Yūki
Il s'agit d'un pilote de Gundam et membre de l'Aube du Fold. Elle déteste les Spaciens pour avoir ruiné la Terre et laissé ses habitants pauvres et impuissants. D'apparence, elle est froide et calme mais n'a aucun problème à utiliser la violence brutale si besoin. Elle est le pilote de l'EDM-GA-02 Gundam Lfrith Thorn.
Naji Geor Hija (ナジ・ゲオル・ヒジャ, Naji Georu Hija)
Voix japonaise : Taiten Kusunoki (ja)
Il s'agit du leader de l'Aube du Fold.
Olcott (オルコット, Orukotto)
Voix japonaise : Satoshi Mikami (ja)
Il s'agit du second de l'Aube du Fold. Il était un ancien pilote des forces spéciales de Dominicus mais a déserté l'Aube du Fold à la suite de la mort de son fils.

#### Autres
Kenanji Avery (ケナンジ・アベリー, Kenanji Aberī)
Voix japonaise : Yōji Ueda (ja)
Pilote membre de l'escadron des forces spéciales du groupe Dominicus. Kenanji faisait partie des soldats ayant pris part au raid sur le laboratoire de Fólkvangr.
Il pilote le CEK-040 Beguir-Beu, un mobile suit développé par Grassley Defense Systems, ce dernier est équipé de nacelles télécommandées capable de désactiver les mobile suit utilisant la technologie « Type GUND ».

### L'Institut Vanadis / Ochs Earth
Elnora Samaya (エルノラ・サマヤ, Erunora Samaya) /  Prospera Mercury (プロスぺラ・マーキュリー, Purosupera Mākyurī)
Voix japonaise : Mamiko Noto
C'est la mère d'Ericht et une ancienne pilote d'essai employé par Ochs Earth, une compagnie qui faisait de la recherche et du développement sur la technologie « Type GUND » pour l'utiliser sur les mobile suit. Par le passé, on lui transplanta un GUND à la place de son bras droit pour lui sauver la vie. Elnora échappa au raid sur le laboratoire Fólkvangr ordonné par Cathedra avec sa fille Ericht à la suite du sacrifice de son mari. Plusieurs années après le raid, elle fonda sur Mercure l'entreprise Shin Sei Development Corporation dans le but de continuer le développement des technologies « Type GUND ». Aussi pour cacher son identité, elle porte un masque et utilise le pseudonyme de Lady Prospera.
Elnora pilote elle-même le XGF-02 Gundam Lfrith, l'unité prédécesseur du Gundam Aerial également équipé de la technologie « Type GUND ».
Nadim Samaya (ナディム・サマヤ, Nadimu Samaya)
Voix japonaise : Hiroshi Tsuchida (ja)
C'est le père d'Ericht, lors du raid sur le laboratoires Fólkvangr ordonné par Cathedra, il se sacrifia pour permettre à Elnora et Ericht de s'enfuir.
Cardo Nabo (カルド・ナボ, Karudo Nabo)
Voix japonaise : Miyuki Ichijou (ja)
Inventrice de la technologie « Type GUND », Cardo Nabo était une des plus grandes partisanes du développement des Gundams pour aider à l'exploration spatiale et elle développa le Gundam Lfrith dans ce sens mais malheureusement elle fut tuée lors du raid sur le laboratoire Fólkvangr ordonné par Cathedra.
Nyla Bertran (ナイラ・バートラン, Naira Bātoran)
Voix japonaise : Sachiko Kojima
Wendy Olent (ウェンディ・オレント, Uendi Orento)
Voix japonaise : Yō Taichi (ja)

## Production
Le 15 septembre 2021, lors de la seconde conférence Gundam, Sunrise annonce qu'ils travaillent sur une nouvelle série d'animation se déroulant dans l'univers de Gundam. La série est réalisée par Hiroshi Kobayashi avec Ryo Ando comme coréalisateur, avec Ichiro Okouchi en tant que scénariste, mogmo s'occupant des character designs, JNTHED, Kanetake Ebikawa, Wataru Inada, Ippei Gyōbu, Kenji Teraoka, et Takayuki Yanase s'occupant des design des mécha tandis que la bande originale de la série est composée par Takashi Ohmama. Le 29 mars 2022, il est annoncé qu'un épisode prequel servant de prologue à la série sera diffusée le 14 juillet 2022,. La série est composée de deux saisons,, la première est diffusée au Japon entre le 2 octobre 2022 et le 8 janvier 2023 sur MBS et TBS. La deuxième saison est diffusée du 9 avril 2023 au 2 juillet 2023 sur MBS et TBS. Un épisode est diffusé le 2 avril 2023 pour résumer la première saison et préparer la deuxième.
Lors du San Diego Comic-Con de 2022, Sunrise annonce que la série sera diffusé en simulcast à l'internationale. Crunchyroll détient les droits de diffusion en simulcast de la série dans le monde entier, excepté en Asie,.
Le duo YOASOBI interprète le premier opening de la série intitulé Shukufuku (祝福, The Blessing),, tandis que Shiyui et Ryo interprètent son premier ending intitulé Kimi yo Kedakaku Are (君よ 気高くあれ, You are my Nobility). Yama interprète le deuxième opening de la série intitulé slash, tandis que Aina the End interprète le deuxième ending intitulé RED:birthmark.

### Liste des épisodes

#### Saison 1
| No | Titre français                                        | Titre japonais                          | Titre japonais                                         | Date de 1re diffusion |
| No | Titre français                                        | Kanji                                   | Rōmaji                                                 | Date de 1re diffusion |
| -- | ----------------------------------------------------- | --------------------------------------- | ------------------------------------------------------ | --------------------- |
| 0  | Mobile Suit Gundam: The Witch from Mercury – Prologue | 機動戦士ガンダム 水星の魔女「PROLOGUE」 | Mobile Suit Gundam: The Witch from Mercury "Prologue"" | 14 juillet 2022       |
| 1  | La Sorcière et la Mariée                              | 魔女と花嫁                              | Majo to hanayome                                       | 2 octobre 2022        |
| 2  | Le Mobile Suit maudit                                 | 呪いのモビルスーツ                      | Noroi no Mobiru Sūtsu                                  | 9 octobre 2022        |
| 3  | La Fierté de Guel                                     | グエルのプライド                        | Gueru no puraido                                       | 16 octobre 2022       |
| 4  | Mines invisibles                                      | みえない地雷                            | Mienai jirai                                           | 23 octobre 2022       |
| 5  | Pris dans un regard de glace                          | 氷の瞳に映るのは                        | Kōri no hitomi ni utsuru no wa                         | 30 octobre 2022       |
| 6  | Une chanson glauque                                   | 鬱陶しい歌                              | Utoshii uta                                            | 6 novembre 2022       |
| 7  | Shall we Gundam ?                                     | シャル・ウィ・ガンダム?                 | Sharu ui Gandamu?                                      | 20 novembre 2022      |
| 8  | Leurs décision                                        | 彼らの採択                              | Karera no saitaku                                      | 27 novembre 2022      |
| 9  | Si j'avais pu faire un dernier pas                    | あと一歩、キミに踏み出せたなら          | Ato Ippo, kimi ni fumidaseta nara                      | 4 décembre 2022       |
| 10 | Brassage d'émotions                                   | 巡る想い                                | Meguru omoi                                            | 11 décembre 2022      |
| 11 | Les sorcières de la terre                             | 地球の魔女                              | Chikyū no majo                                         | 25 décembre 2022      |
| 12 | Faire un pas plutôt que baisser les bras              | 逃げ出すよりも進むことを                | Nigedasu yori mo susumu koto wo                        | 8 janvier 2023        |

#### Saison 2
| No | Titre français                                        | Titre japonais     | Titre japonais                  | Date de 1re diffusion |
| No | Titre français                                        | Kanji              | Rōmaji                          | Date de 1re diffusion |
| -- | ----------------------------------------------------- | ------------------ | ------------------------------- | --------------------- |
| 13 | Les envoyées de la terre                              | 大地からの使者     | Daichi kara no shisha           | 9 avril 2023          |
| 14 | Leur vœu le plus cher                                 | 彼女たちのネガイ   | Kanojotachi no negai            | 16 avril 2023         |
| 15 | La figure du père                                     | 父と子と           | Chichi to ko to                 | 23 avril 2023         |
| 16 | La ronde des crimes                                   | 罪過の輪           | Zaika no wa                     | 30 avril 2023         |
| 17 | Ce qu'on ne veut pas perdre                           | 大切なもの         | Taisetsu na mono                | 7 mai 2023            |
| 18 | Coquilles vides                                       | 空っぽな私たち     | Karappo na watashitachi         | 21 mai 2023           |
| 19 | La moins pire des méthodes                            | 番じゃないやり方   | Ichiban ja nai yarikata         | 28 mai 2023           |
| 20 | La fin de l'espoir                                    | 望みの果て         | Nozomi no hate                  | 4 juin 2023           |
| 21 | Faire ce qu'on peut                                   | 今、できることを   | Ima, dekiru koto o              | 11 juin 2023          |
| 22 | Un chemin sur mesure                                  | 紡がれる道         | Tsumugareru michi               | 18 juin 2023          |
| 23 | Gentillesse perpétuelle                               | 譲れない優しさ     | Yuzurenai yasashisa             | 25 juin 2023          |
| 24 | Tous mes vœux de bonheur pour tout le reste de ta vie | 目一杯の祝福を君に | Meippai no shukufuku wo kimi ni | 2 juillet 2023        |

## Adaptations
Un roman web intitulé Cradle Planet (Yurikago no Hoshi (ゆりかごの星)), écrit par Ichirō Ōkouchi, est publié dans le site officiel de Sunrise le 2 octobre 2022,. Le roman sert de lien entre l'épisode prologue et la série principale. Une lecture audio du roman est sortie sur YouTube le 13 novembre 2022 avec Kana Ichinose comme narratrice.
L'anime a ensuite été adapté en roman court dans le magazine Gundam Ace de Kadokawa Shoten en janvier 2023 écrit par Yūya Takashima et illustré par Shūei Takagi. Le roman adapte à la fois le prologue les principaux intrigues de la série.
Un manga intitulé Mobile Suit Gundam The Witch from Mercury: Vanadis Heart (機動戦士ガンダム 水星の魔女 ヴァナディースハート, Kidō Senshi Gandamu Suisei no Majo: Vuanadīsu Hāto) est écrit et illustré par Chika Tōjō. Les designs de personnages originaux sont réalisés par Mogmo et Hisadake coopère sur le planning. La sérialisation commence dans le journal Gundam Ace de Kadokawa Shoten. Le manga se déroule des années après l'incident de Vanadis et se concentre sur une sorcière nommée Vilda Miren.
Le 28 décembre 2024 est annoncé un nouveau spin-off, à savoir une bande dessinée en ligne nommée Mobile Suit Gundam: the Witch from Mercury: Seishun Frontier (機動戦士ガンダム: 水星の魔女: 青春フロンティア, Kidō Senshi Gandamu Suisei no Majo Seishun Furontia), qui commencera une publication au printemps dans le magazine Newtype. Il s’agira d'un univers alternatif où l'on suivra Suletta et Miorine se rencontrant dans un lycée japonais dans un "futur proche".